# Villers-Bocage (Calvados)
Villers-Bocage ist eine französische Gemeinde mit 3113 Einwohnern (Stand: 1. Januar 2022) im Département Calvados in der Region Normandie. Sie gehört zum Arrondissement Vire und zum Kanton Les Monts d’Aunay. Die Einwohner werden Villersois genannt.

## Geografie
Villers-Bocage liegt etwa 22 Kilometer südwestlich von Caen. Umgeben wird Villers-Bocage von den Nachbargemeinden Villy-Bocage im Norden, Parfouru-sur-Odon im Nordosten, Épinay-sur-Odon im Osten, Maisoncelles-Pelvey im Süden und Südwesten sowie Tracy-Bocage im Westen.
Durch die Gemeinde führen die frühere Route nationale 175, 177 und die Autoroute A84.

## Geschichte
1936 hatte Villers-Bocage 1202 Einwohner.
Am 13. Juni 1944 kam es hier während der alliierten Operation Perch zur Schlacht um Villers-Bocage, einer Panzerschlacht. Die deutschen Besatzer konnten den britischen Vormarsch in der Normandie hier zunächst aufhalten.  
Bei einer Bombardierung am 30. Juni 1944 wurde die Bausubstanz zu 86 % von alliierten Bombern zerstört, dabei starben 25 Menschen. Am 5. August 1944 wurde Villers-Bocage befreit. 

### Bevölkerungsentwicklung
| Jahr      | 1962 | 1968 | 1975 | 1982 | 1990 | 1999 | 2006 | 2011 | 2013 |
| Einwohner | 1825 | 1985 | 2317 | 2623 | 2845 | 2904 | 2868 | 3007 | 3120 |

## Partnergemeinden
Mit der britischen Gemeinde Bampton im Devon (England) besteht seit 1974 und mit der deutschen Gemeinde Mömbris in Unterfranken (Bayern) seit 1989 eine Partnerschaft.

## Sehenswürdigkeiten

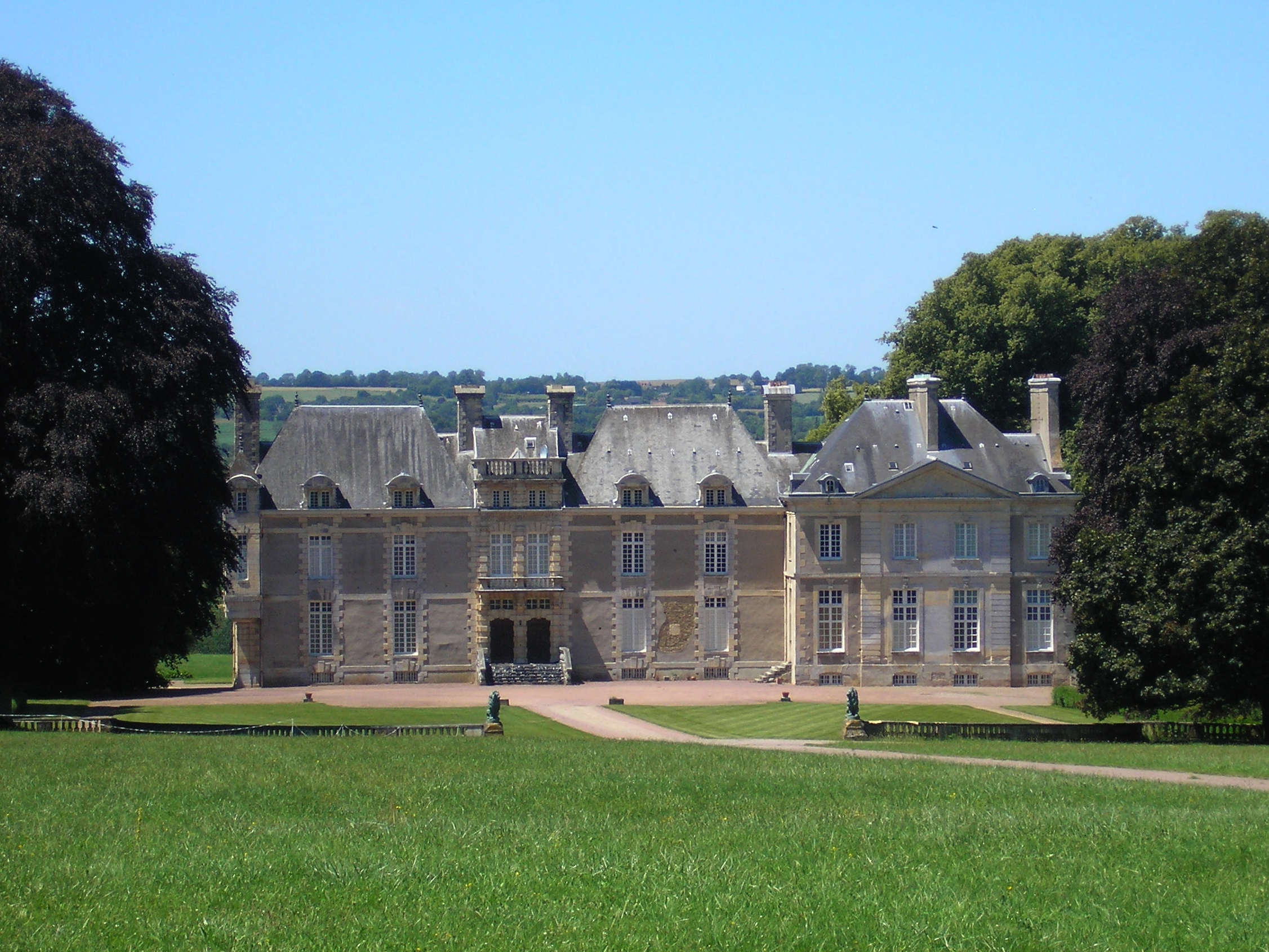
Schloss von Villers-Bocage

- Kirche Saint-Martin, wiedererrichtet 1955
- Schloss aus dem 17. Jahrhundert
- Rathaus